# هوليداي إن (فلم)
حانة السعادة (بالإنجليزية: Holiday Inn) هو فيلم موسيقي تم إنتاجه في الولايات المتحدة وصدر في سنة 1942.

## ترشيحات وجوائز
| السنة | الحدث  | الفئة      | النتيجة  |
| ----- | ------ | ---------- | -------- |
|       | أوسكار | أفضل أغنية | فـــــوز |

## وصلات خارجية
- مقالات تستعمل روابط فنية بلا صلة مع ويكي بيانات